# Jorge Ibargüengoitia
Jorge Ibargüengoitia Antillón (Guanajuato, 22 gennaio 1928 – Mejorada del Campo, 27 novembre 1983) è stato un drammaturgo e scrittore messicano.
Ha studiato a New York con una borsa di studio Rockefeller ed è stato professore a UNAM e UDLAP.
È morto nell'incidente aereo del volo Avianca 011.

## Opere

### Teatro
- Susana y los jóvenes (1954)
- La lucha con el ángel (1955)
- Clotilde en su casa, como Un adulterio exquisito (1955)
- Ante varias esfinges (1959)
- El viaje superficial (1960)
- El atentado – Premio Casa de las Américas, 1963
- La conspiración vendida (1975)
- Los buenos manejos (1980)

### Romanzo
- Los relámpagos de agosto (1965)
- Maten al león (1969)
- Estas ruinas que ves (1975)
- Las muertas (1977)
- Dos crímenes (1979)
- Los conspiradores (1981)
- Los pasos de López (1982)